# Dan Voiculescu (Musiker)
Dan-Alexandru Voiculescu (* 20. Juli 1940 in Saschiz; † 29. August 2009 in Bukarest) war ein rumänischer Komponist, Doktor in Musikwissenschaft (1983) und Professor für Kontrapunkt und Komposition an der Musikakademie in Cluj-Napoca (ab 1963) und an der Musikuniversität in Bukarest (ab 2000), sowie Mitglied des Bundes rumänischer Komponisten und Musikwissenschaftler (ab 1965).

## Werdegang
Von 1958 bis 1964 besuchte er die Musikakademie Gheorghe Dima in Cluj-Napoca (Rumänien). 1963 erhielt er das Klavierdiplom (unter der Leitung von Magda Kardos) und 1964 das Kompositionsdiplom (unter der Leitung von Sigismund Toduță). 1965 war er Mitglied der Union Rumänischer Komponisten. 1968 belegte er ein Kompositionsstudium bei Virgilio Mortari in Venedig (Italien) und von 1971 bis 1972 bei Karlheinz Stockhausen in Köln (Deutschland). 1972 und 1978 besuchte er die Darmstädter Kurse für Neue Musik.
Er war von 1979 bis 1991 Herausgeber von Lucrari de Muzicologie (Musikwissenschaftliche Werke), herausgegeben von der Musikakademie Gheorghe Dima in Cluj-Napoca. 1983 wurde er Doktor der Musikwissenschaft. 1984 erhielt er den George-Enescu-Preis der Rumänischen Akademie und 1989 den Mihai-Eminescu-Preis. Von 1972 bis 2005 erhielt er siebenmal den Preis der Union rumänischer Komponisten.
Seine Werke sind in der Editura Muzicala, Bukarest (Rumänien), Editura Arpeggione, Cluj-Napoca (Rumänien), und im Musikverlag Gentner Hartmann, Trossingen (Deutschland), veröffentlicht.
Seine musikwissenschaftlichen Studien füllen eine Nische in der rumänischen Literatur: Sie sind ein Beitrag zum Verständnis der Polyphonie der klassischen Musik des 20. Jahrhunderts. Seine Kompositionen wurden in Rumänien und im Ausland aufgeführt.

## Werke

### Kompositionen

#### Sinfonisch
- Die kahlköpfige Prima Donna, komische Kammeroper, nach Eugène Ionesco, 1992–1993
- Kantate für Bariton, Chor und Orchester, 1977
- Ostinato, Sinfonie, 1963
- Visions cosmiques, 1968
- Musik für Streicher, 1971
- Stücke für Orchester, 1975
- Suite aus dem Codex Caioni für Streicher, 1996
- Inflorescences für Streicher, 2001

#### Kammermusik
- Sonata brava für Cembalo
- 9 Sonaten für Flöte solo
- Sonate für Klarinette solo
- Sonate für Oboe solo
- Ribattuta für Viola solo, 1976
- Fiorituri für Violine und Klavier
- ungefähr 60 Lieder
- 5 Bände Chormusik für Kinder
- Chorgedichte

#### Für Klavier
- Fables
- Dialogs
- Sonate
- Croquis
- Sonantes
- Spirals
- Toccata für Klavier
- Toccata armonica
- Toccata robotica
- Toccata für eine Hand
- Das Buch ohne Ende – 3 Bände mit Klavierstücken für Kinder

### Musikwissenschaftliche Literatur
- Baroque Polyphony in the Works of J. S. Bach, 1975
- 20th Century Polyphony, 1983 (Polifonia secolului XX, Editura Muzicală, București 2005) ISBN 973-42-0407-6.
- The Bach Fugue, 1986 (Fuga în creația lui J. S. Bach, Editura Muzicală, București 2000) ISBN 973-42-0247-2.